# Plegmapterus
Plegmapterus is een geslacht van rechtvleugeligen uit de familie veldsprinkhanen (Acrididae). De wetenschappelijke naam van dit geslacht is voor het eerst geldig gepubliceerd in 1898 door Martínez y Fernández-Castillo.

## Soorten
Het geslacht Plegmapterus omvat de volgende soorten:
- Plegmapterus fernandezi Uvarov, 1922
- Plegmapterus irisus Serville, 1838
- Plegmapterus saturatus Walker, 1870
- Plegmapterus sinuosus Martínez y Fernández-Castillo, 1898
- Plegmapterus splendens Dirsh, 1956